# Hot Tuna
Hot Tuna é uma banda estado-unidense formada pelo baixista Jack Casady e o guitarrista Jorma Kaukonen como uma versão acústica do Jefferson Airplane.

## Discografia

### Álbuns
- Hot Tuna (1970)
- First Pull Up, Then Pull Down (1971)
- Burgers (1972)
- The Phosphorescent Rat (1973)
- Quah (1974)
- America's Choice (1975)
- Yellow Fever (1975)
- Hoppkorv (1976)
- Double Dose (1977)
- The Last Interview? (1978)
- Final Vinyl (1979, compilação)
- Splashdown (1984)
- Historic Hot Tuna (1985)
- Pair a Dice Found (1990)
- Live at Sweetwater (1992)
- Live at Sweetwater 2 (1993)
- Trimmed & Burning (1995)
- Land of Heroes (1995)
- In a Can (1996, compilação de Hot Tuna, First Pull Up Then Pull Down, Burgers, America's Choice e Hoppkorv)
- Classic Hot Tuna Acoustic (1996)
- Classic Hot Tuna Electric (1996)
- Splashdown Two (1997)
- Live at Stove's (1997)
- The Best of Hot Tuna (1998)
- And Furthurmore... (1999)